# Aphanopsis
Aphanopsis — рід грибів родини Aphanopsidaceae. Назва вперше опублікована 1887 року.

## Класифікація
До роду Aphanopsis відносять 4 види:
- Aphanopsis coenosa
- Aphanopsis lutigena
- Aphanopsis terrigena
- Aphanopsis terrigena